# Avon Championships of Washington 1979
L'Avon Championships of Washington 1979 è stato un torneo di tennis giocato sul sintetico indoor.
È stata la 9ª edizione del torneo, che fa parte del WTA Tour 1979. Si è giocato a Washington negli USA dall'1 al 7 gennaio 1979.

## Campionesse

### Singolare
Tracy Austin ha battuto in finale  Martina Navrátilová con il punteggio di 6–3 6–2

### Doppio
Mima Jaušovec /  Virginia Ruzici hanno battuto in finale  Sharon Walsh /  Renée Richards con il punteggio di 4–6, 6–2, 6–4